# 分枝鞘群海葵
分枝鞘群海葵（学名：Epizoanthus ramosus）为鞘群海葵科鞘群海葵属的动物。分布于日本以及中国东海等海域， 群体附着于寄居蟹的螺壳上。